# Denza D9
La Denza D9 è una autovettura prodotta dalla casa automobilistica cinese Denza dal 2022.

## Descrizione

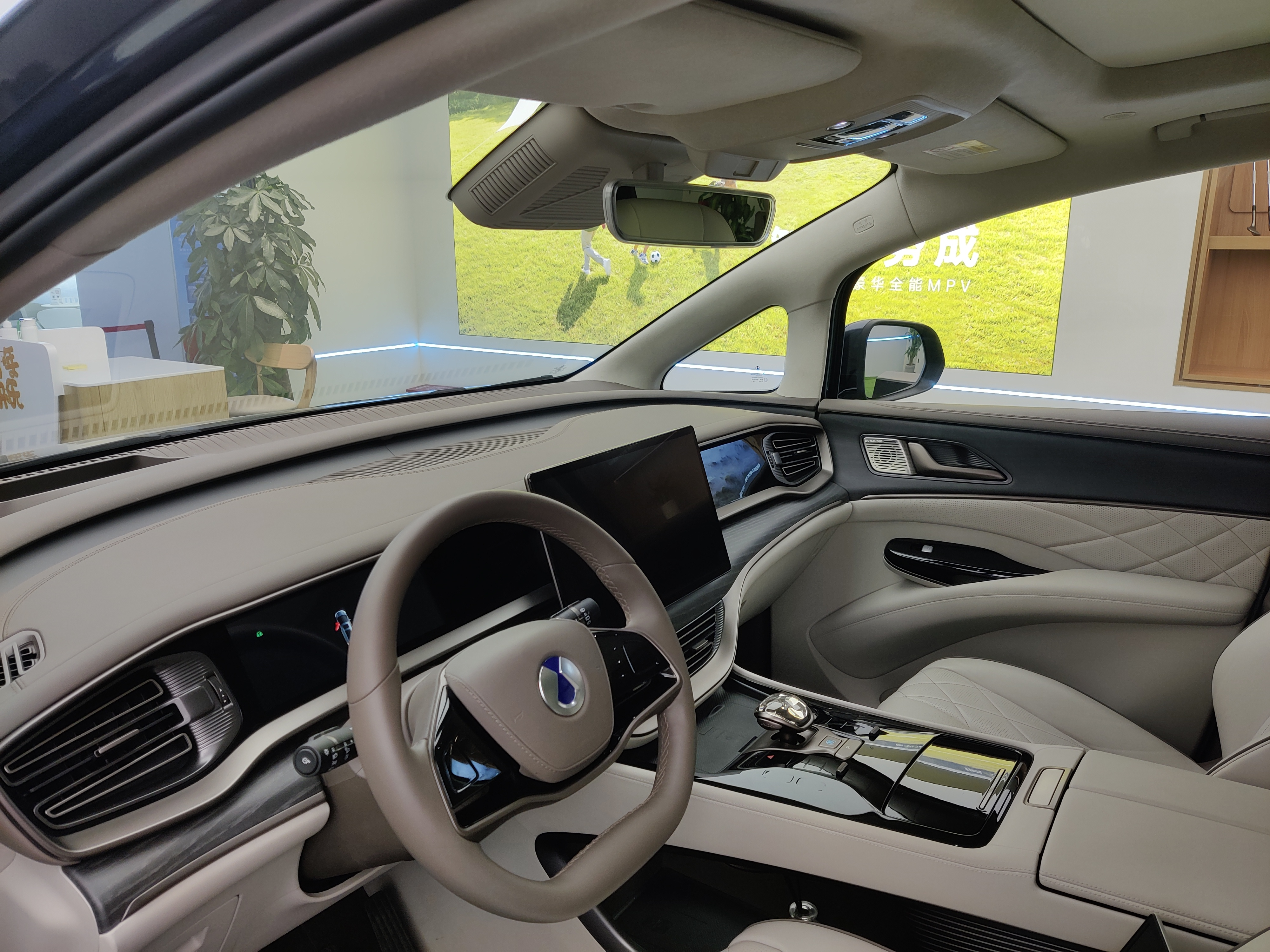
Interni

Commercializzata sul mercato automobilistico cinese nell'estate 2022, la D9 al momento del lancio era disponibile in quattro varianti ibride e due completamente elettrici.
La D9 è basatta sulla piattaforma 3.0 della BYD Auto nella sua variante elettrica e sulla piattaforma DM-i nella variante ibrida. 
I modelli ibridi hanno un'autonomia compresa tra i 945 e 1040 km, di cui 190 km in modalità elettrica, con le batterie che possono essere caricate attraverso una presa esterna con una potenza massima fino a 80 kW. La parte meccanica invece, si compone di un motore a benzina turbocompresso da 1,5 litri accoppiato a un motore elettrico DM-i EHS170. L'autonomia della versione esclusivamente elettrica è di 620 km, grazie a un pacco batterie al Litio Ferro Fosfato con una capacità di 103 kWh, che può essere ricaricato attraverso una collina di ricarica ad una potenza massima pari a 166 kW.
Nell'abitacolo sono presenti sette schermi di cui tre nella parte anteriore, tra cui il quadro strumenti da 10,25 pollici, uno schermo del sistema multimediale centrale da 15,6 pollici e un display a comparsa. Per la seconda fila di passeggeri, ci sono due schermi montati dietro gli schienali dei sedili anteriori e due nei braccioli. È presente anche un mini frigo bar tra i sedili anteriori. Le poltrone della seconda fila sono regolabili in 10 posizioni e sono dotate di poggiapiedi, sistema di riscaldamento, ventilazione e funzione di massaggio. A bordo sono presenti anche tre caricabatterie rapidi wireless da 50 kW.